# Gislaved (municipio)

Gislaved es un municipio en la provincia de Jönköping en Suecia. La capital del municipio es la ciudad de Gislaved.
El municipio forma parte de la región conocida como GGVV, también llamada región de Gnosjö; reconocida región sueca por tener una gran número de pequeñas industrias, empresas y un alto índice de empleo
- Datos: Q505259
- Multimedia: Gislaved Municipality / Q505259